# Eurovision Song Contest 1957

Deltagande länder.

Eurovision Song Contest 1957 sändes den 3 mars 1957 från Groβer Sendesal des HR i Frankfurt am Main i dåvarande Västtyskland. Värd var Anaïd Iplicjian. Kapellmästare var Willy Berking.
Vissa regler ändrades inför årets tävling. Varje bidrag fick innehålla högst två artister och inga bakgrundskörer var tillåtna. Vidare fick varje bidrag inte vara längre än 3 minuter och 30 sekunder långt, en regel som både Nederländerna och Italien bröt mot (Italiens bidrag var för övrigt över fem minuter långt, vilket är det längsta bidrag som någonsin har framförts i Eurovionsschlagerfestivalen).
Vinnare detta år blev Nederländerna med Net als toen framförd av Corry Brokken.
Danmark som deltog i tävlingen för första gången hade ett bidrag som vid denna tidpunkt blev kontroversiellt. Bidraget handlade om en sjökapten som tar farväl av sin käresta, och bidraget avslutades med en djup, utdragen kyss, vilket väckte anstöt i vissa länder. Detta var delvis ett misstag - det var tänkt att Birthe Wilke och Gustav Winckler som stod för bidraget, skulle få en signal att de var ute ur bild, vilken aldrig kom.
Bildkvaliteten på den bevarade tv-inspelningen från tävlingen, är av väsentligt sämre skärpa än exempelvis 1956 respektive 1958 års bevarade tv-inspelningar. Det förefaller som att den bevarade videoupptagningen filmats av från en tv-skärm, så kallad tv-filmning. Det borde vara möjligt att restaurera inspelningen till en bildkvalitet som motsvarar de bevarade videoinspelningarna från exempelvis Eurovision song contest 1956 och Eurovision song contest 1958.
Ljudkvalitén från själva omröstningen är förvånansvärt god, bortsett från visst rundgångsljud. Med undantag från värdlandet Västtysklands röstavlämnade, hörs omröstningen tydligt.

## Återkommande artister
| Land          | Artist        | Tidigare år | Placering |
| ------------- | ------------- | ----------- | --------- |
| Nederländerna | Corry Brokken | 1956        | Oplacerad |
| Schweiz       | Lys Assia     | 1956        | 1:a       |

## Bidragen
| Nr | Land           | Artist                         | Sång                          | Översättning | Språk        | Placering | Poäng |
| -- | -------------- | ------------------------------ | ----------------------------- | ------------ | ------------ | --------- | ----- |
| 1  | Belgien        | Bobbejaan Schoepen             | Straatdeuntje                 | —            | Nederländska | 8         | 5     |
| 2  | Luxemburg      | Danièle Dupré                  | Amours mortes (tant de peine) | —            | Franska      | 4         | 8     |
| 3  | Storbritannien | Patricia Bredin                | All                           | —            | Engelska     | 7         | 6     |
| 4  | Italien        | Nunzio Gallo                   | Corde della mia chitarra      | —            | Italienska   | 6         | 7     |
| 5  | Österrike      | Bob Martin                     | Wohin, kleines Pony?          | —            | Tyska        | 10        | 3     |
| 6  | Nederländerna  | Corry Brokken                  | Net als toen                  | —            | Nederländska | 1         | 31    |
| 7  | Västtyskland   | Margot Hielscher               | Telefon, Telefon              | —            | Tyska        | 4         | 8     |
| 8  | Frankrike      | Paule Desjardins               | La belle amour                | —            | Franska      | 2         | 17    |
| 9  | Danmark        | Birthe Wilke & Gustav Winckler | Skibet skal sejle i nat       | —            | Danska       | 3         | 10    |
| 10 | Schweiz        | Lys Assia                      | L'enfant que j'étais          | —            | Franska      | 8         | 5     |

## Omröstningen
Från och med 1957 (det är okänt om detta system fanns redan 1956, eftersom röstningsresultatet från denna tävling inte offentliggjorts) bestod varje lands jury av tio medlemmar där varje medlem fick avlägga en röst på sin favoritlåt. Det var nu inte längre tillåtet att rösta på sitt eget land.
Omröstningen blev inte särskilt spännande detta år. Nederländerna tog ledningen direkt med sju poäng av tio möjliga och vann med nästan dubbelt så många poäng som  Frankrike som kom på andra plats. Trots denna mycket övertygande seger har vinnarlåten knappast blivit någon ihågkommen klassiker, utan får idag betraktas som en av tävlingens mer bortglömda vinnarlåtar. 
| Röster (→) Bidrag (↓) | Totalt | CH | DK | FR | DE | NL | AT | IT | UK | LU | BE |
| --------------------- | ------ | -- | -- | -- | -- | -- | -- | -- | -- | -- | -- |
| Belgien               | 5      | 1  | 2  |    | 2  |    |    |    |    |    |    |
| Luxemburg             | 8      |    |    |    |    |    | 3  | 4  | 1  |    |    |
| Storbritannien        | 6      | 2  |    |    |    | 1  | 1  |    |    | 1  | 1  |
| Italien               | 7      |    | 1  |    |    | 2  |    |    | 2  | 1  | 1  |
| Österrike             | 3      |    |    |    |    | 1  |    |    | 2  |    |    |
| Nederländerna         | 31     | 7  | 3  | 4  | 1  |    | 6  | 1  | 1  | 3  | 5  |
| Västtyskland          | 8      |    |    | 6  |    |    |    | 1  |    |    | 1  |
| Frankrike             | 17     |    | 2  |    | 6  | 1  |    |    | 2  | 4  | 2  |
| Danmark               | 10     |    |    |    |    | 5  |    | 3  | 2  |    |    |
| Schweiz               | 5      |    | 2  |    | 1  |    |    | 1  |    | 1  |    |